# نیتن فیلیپس (سیاستمدار)
نیتن فیلیپس (انگلیسی: Nathan Phillips; ۷ نوامبر ۱۸۹۲ – ۷ ژانویهٔ ۱۹۷۶) سیاست‌مدار اهل کانادا که از سال ۱۹۵۵ تا ۱۹۶۲ به عنوان پنجاه و سومین شهردار تورنتو خدمت کرد. فیلیپس یک وکیل بود که، برای اولین بار در سال ۱۹۲۶ به عضویت شورای شهر تورنتو انتخاب شد. او اولین شهردار یهودی شهر است که به یک رشته ناگسستنی شهرداران پروتستان پایان داد.